# Calibri
Calibri es un tipo de letra de palo seco de estilo Humanista, conocida por ser la familia predeterminada en la suite Microsoft Office 2007, hasta abril de 2021. Sustituye a Times New Roman (en Microsoft Word) y a Arial (en PowerPoint, Outlook y Excel). 
Calibri, junto con Candara, Consolas, Cambria, Corbel y Constantia, forma parte de los seis nuevos tipos de letras occidentales (romano, griego y cirílico) de la colección de ClearType que se incluyen con Microsoft Windows Vista. Calibri es la primera tipografía de palo seco utilizada por defecto en el procesador de textos Microsoft Office Word. Las anteriores versiones de Microsoft Word utilizaban Times New Roman por defecto. 
Calibri fue diseñada para Microsoft por Lucas de Groot para aprovechar la tecnología de renderizado ClearType propiedad de Microsoft.
Incluye caracteres del latín, de escrituras extendidas, griegas, y cirílicas latinas. Según un estudio de Wichita State University, Calibri era la tipografía más popular para el correo electrónico, la mensajería instantánea y las presentaciones. También obtuvo buenos resultados para el uso en texto de páginas web. El estudio consistía en solicitar a los participantes que puntuaran ejemplos de texto con diferentes tipografías. 

## Premios
Calibri ganó el premio TDC2 2005 del Type Directors Club en la categoría Type System (sistema de tipos). La tipografía árabe de Calibri ganó el 2º Premio de GRANSHAN 2016. 